# Johann van Aken
Johann Peter van Aken (* 10. Februar 1915 in Hasselt, Kreis Kleve; † 29. Februar 1988) war ein deutscher Politiker (CDU). Er war von 1958 bis 1970 Abgeordneter des Landtags von Nordrhein-Westfalen.

## Leben
Johann van Aken besuchte Volksschule und Gymnasium in Kleve und machte 1934 Abitur. Es folgte eine landwirtschaftliche Ausbildung im Betrieb seiner Eltern. Er wurde 1937 zum Wehr- und Kriegsdienst im Zweiten Weltkrieg einberufen, geriet als Oberleutnant in sowjetische Kriegsgefangenschaft, aus der er 1948 entlassen wurde. 
Van Aken trat 1952 in die Christlich-Demokratische Union (CDU) ein und wurde im gleichen Jahr Ortsvorsitzender der CDU. 1953 wurde er Kreisvorsitzender der Kommunalpolitischen Vereinigung und 1955 stellvertretender CDU-Kreisvorsitzender.
1952 wurde er zum Bürgermeister der Gemeinde Schneppenbaum und Amtsbürgermeister des Amtes Till gewählt. 1961 wurde er Mitglied des Kreistags und war dort stellvertretender CDU-Fraktionsvorsitzender.
Bei den nordrhein-westfälischen Landtagswahlen 1958, 1962 und 1966 wurde er jeweils im Wahlkreis 39 bzw. 40 (Kleve) in den Landtag gewählt, dem er vom 21. Juli 1958 bis zum 25. Juli 1970 angehörte.